# The Legend of Zelda: Skyward Sword
A The Legend of Zelda: Skyward Sword (ゼルダの伝説 スカイウォードソード; Zeruda no Denszecu: Szukaivódo Szódo, ’Zelda legendája: Ég felé tartó kard’) akció-kalandjáték, melyet a Nintendo fejlesztett és adott ki Wiire. Ez a The Legend of Zelda című játéksorozat tizenhatodik része. A játék nagyfelbontású remasterét a The Legend of Zelda: Skyward Sword HD-t a Tantalus Media fejlesztette, és 2021 júliusában adták ki.
A sorozat főszereplőjeként, Linkként a játékosok bejárhatják Skyloft repülő szigetét, és ami alatta van, miközben olyan küldetéseket teljesítenek, amik előre viszik a történetet, valamint megoldják a külvilágnak és tömlöcöknek rejtvényeit. A mechanikák és a harc – az utóbbi a karddal és pajzzsal való támadásokra és blokkolásokra összpontosít – a Wii Motion Plus kiegészítőre támaszkodik. A Skyward Sword a legkorábbi játék a Zelda idővonalon, amely a Mester Kard, a sorozat visszatérő fegyverének eredetéről szól. Link itt egy Skyloft nevű repülő településnek a lakója, aki elindult megmenteni gyerekkori barátját Zeldát, aki el lett rabolva, és a „Felszín”re került, ami egy elhagyott vidék a felhők alatt.
A fejlesztés öt évig tartott, ami a Twilight Princess 2006-os kiadása után kezdődött meg. Több korábbi Zelda játék befolyásolta a fejlesztőket, beleértve a Twilight Princess, az Ocarina of Time és a Majora’s Mask. A játék külvilágának és játékmenetének több aspektusát úgy tervezték, hogy áramvonalas legyen, és hogy feltöltse a játékosok tapasztalatát. A művészeti stílust befolyásolták az impresszionista és poszt-impresszionista festők, többek között Paul Cezanne. A Wii MotionPlus kivitelezése annyira problémásnak bizonyult a fejlesztőknek, hogy majdnem feladták. Ez volt az első Zelda játék, ami élő zenekart használt a legtöbb számhoz, a zenét egy Vakai Hadzsime által vezetett csapat komponálta, és felügyelte Kondo Kodzsi.
Először 2009-ben fedték fel, és eredetileg 2010-ben tervezték kiadni, mielőtt elhalasztották 2011-re, hogy finomítsák és bővítsék. A játék kritikai és kereskedelmi siker volt, tökéletes pontszámokat kapott több újságírói oldaltól, számos ipari és újságírói díjra jelölték és nyert meg, valamint több mint három millió példányban kelt el világszerte. A Switch portból hasonló mennyiséget adtak el. A visszajelzések a játékról befolyásolták a következő asztali konzolos részt, a The Legend of Zelda: Breath of the Wildot. 2016 szeptemberében újra kiadták digitálisan a Wii U eShopjában, a sorozat 30. évfordulójának idején.

## Játékmenet
A The Legend of Zelda: Skyward Sword egy akció-kalandjáték, amiben a játékosok a sorozat főszereplőjének, Linknek a bőrébe bújhatnak, aki bejár egy sor külvilágot, amelyeket szörnyek népesítenek be, valamint tömlöcöket, ahol rejtvények vannak, valamint további ellenségek, beleértve a dedikált bossjukat. Linket a Wii Remote és Nunchuk párossal lehet irányítani, és a Wii MotionPlus kiegészítő eszköz szükséges a játékhoz. A játékmeneti mechanikák nagy része a mozgásérzékelés köré épülnek: ezek közzé tartoznak a kamera irányítása a Nunchukkal, valamint az általános gyorsbillentyűs akciók és mozdulatok, amik a Wii Remote-hoz vannak kapcsolva. Az ugrás a nyílások és a pikkelyes párkányokon automatikusan történik kontextuson belül. A Nunchukot arra is lehet használni, hogy Link előregurulást hajtson végre. Szabványos járásmódján kívül Link tud sprintelni rövid távokon. A sprintelés, és az olyan más cselekvések, mint például a mászás, vagy a nehéz dolgok hordása, korlátozza az állóképesség mérő, ami pár másodperc után töltődik újra, ha nem hajt végre olyan cselekvéseket, ami leürítené. Amikor teljesen lecsökken, Link lelassul, és sebezhető marad, amíg a mérő újra nem töltődik. A normál navigáció külső nézetből történik, miközben a „Dowsing” keresési funkció belső nézetre vált: a „Dowsing” letapogat egy területet egy kiválasztott tárgyhoz, miközben az új keresési célpontok a játék kontextusától függően jelennek meg.
Az ellenségekkel való harcolás, ami a külvilágban és tömlöcökben történnek, Link kard és pajzs használatára támaszkodik. Link kardmozdulatai abba az irányba vannak leképezve, amelybe pöccinti a játékos a Wii Remote-ot, valamint más mozdulatok közzé tartoznak az előre lökés és a szúrás. Az ellenség mozdulatai úgy vannak megtervezve, hogy megérezzék, és blokkolják Link harci mozdulatait. Felemelve a Wii Remote-ot, a kard energiát gyűjt, ami egy „Skyward Strike”-ban szabadul el. A „Skyward Strike”-okat lehet használni olyan környezeti elemek kioldásához, mint például a varász váltók. A pajzsot a Nunchukkal lehet irányítani: amikor a pajzs fel van emelve, használni lehet a támadások visszaveréséhez. A pörgő támadások és a Befejező Ütések végrehajtásához egyszerre kell lengetni a Wii Remote-ot és a Nunchukot. Link életerejét a Szívekkel vannak ábrázolva, ha Linket eltalálják, akkor sérül: ha elveszti az összes Szívét, akkor a játék véget ér.
A játék Skyloft repülő szigetén, az azt körülvevő égi szigeteken, valamint a Felszín három külvilágában (ahol a kaland fő részének nagy része zajlik le) játszódik. A mellékküldetések a falu lakóival elérhetővé válnak, a játék előrehaladtával. A Felszín különböző területei portálokon keresztül érhetőek el a felhőkben. A mellékküldetések a Felszín lakóival szintén elérhetőek, és időnként szükségesek a fő küldetés teljesítéséhez. Az eget egy papucscsőrű madár-szerű Loftwinggel lehet bejárni, míg a Felszínt sétálva. Jelzőfényeket el lehet helyezni a térképen, amiket követhet Link, valamint a szobrok mentési pontokként szolgálnak, ahol meg lehet őrizni Link haladását addig a pontig. Küldetése során Linket segíti a kard szelleme Fi, aki tippeket ad a játékosnak a környezeti elemekről és az ellenségekről: például, ha egy ellenség meg van célozva, és Fi elő van idézve, akkor elmondja az ellenség jellemzését és gyenge pontjait.
A sorozat hagyományos tárgyai, mint például a Bombák, amiket robbantáshoz lehet használni, és az Íj-Nyíl páros a távolsági támadáshoz elérhetővé válnak, ahogy Link halad a játékban, az olyan újdonságokkal, mint például a „Bogár”, ami eljuthat az olyan területekre, amiket Link nem érhet el, egy csomó cselekvés végrehajtásáért, beleértve a váltók aktiválását, és egy ostor, amivel meg lehet ragadni a másként-elérhetetlen tárgyakat és karokat. Egyes tárgyak és felszerelés degradálni fognak, és végül eltörni, használatoktól függően, például a pajzs akkor sérül, ha nem sikerül a blokkolás. Tárgyakat és felszerelést opcionálisan lehet frissíteni, használva az anyagokat, amiket a legyőzött szörnyekből és a külvilági környezetből vannak gyűjtve. Az erőforrások fogyasztásán kívül Linknek Rúpiákkal, a játék fizetőeszközével kell fizetnie a frissítésekért, ami megtalálható az egész világban.

## Történet
A Skyward Sword a Zelda folytonosság elején játszódik: a legenda szerint a három ősi Istennő adományozott egy hatalmas kívánságot teljesítő hatalmat: a Triforce-ot. A Démon Király Demise, egy istenség, aki meghódította magát az időt, pusztított a vidéken, hogy megszerezze a Triforce-ot. Az Istennő Hylia összegyűjtötte a túlélőket, és az égbe küldte őket, hogy egy teljes körű támadást indítson Demise ellen. Győzött, de a vidék súlyosan megsérült. Számtalan évvel később a búvóhely úgy lett ismert, hogy Skyloft, és a lakói azt hiszik, hogy a „Felszín” a felhők alatt egy mítosz.
A jelenben, egy tanuló lovag Link átmegy az utolsó vizsgáján, annak ellenére, hogy Groose, aki magát az ő szerelmi riválisnak tartja magát, gyerekkori barátjáért Zeldáért, megpróbálta szabotálni. Miután átment a vizsgán, és együtt ünnepelték egy közös repüléssel, Zeldát elsöpörte egy sötét tornádó a felhők aljáról. Miután felépült Skyloftban, Linket elvezette Fi a sziget Hylia szobrához az Istennő Kardhoz, amelynek lelke, és benne él. Link kihízza a kardot, ami mutatja magának, hogy ő a megjövendölt hős, aki végleg el fogja pusztítani Demise-t. Megnyitva egy utat a Felszínre, Linket elvezeti Fi az Elzárt Templomhoz, ahol találkozik egy öregasszonnyal, aki azt mondta neki, hogy kövesse Zeldát: ez átvezeti Linket a Faron Erdő, az Eldin Vulkán és Lanayru Sivatag régiókon. Mikor végre utoléri Zeldát, megakadályozta visszatérését Skyloftba Impa, egy fiatal nő, aki őrzi és vezérli Zeldát. Link szintén szembetalálja magát Ghirahimmel, egy önjelölt Démon Úrral, aki ki akarja szabadítani Demise-t. Az Idő Templomában a Lanayru Sivatagban Link megvédi Zeldát és Impát Ghirahimtől, adván nekik időt, hogy átjuthassanak az Idő Kapun keresztül a múltba, amit elpusztít Impa, amint átértek.
Visszatérve az Elzárt Templomhoz Linket követte Groose, és ők ketten együtt a Felszínre zuhantak. Miután az öregasszony megmutatta a második alvó Idő Kaput, Linknek le kell győznie Demise szörnyűséges formáját, a Bebörtönzöttet, aki megpróbál eljutni az Elzárt Templomhoz. Miután a Bebörtönzött le lett győzve, Link útra kel, hogy megerősítse az Istennő Kardot, teljesítve az ősi Istennők próbáit, majd használva ajándékaikat megkeresi a Szent Lángokat, hogy megtisztítsa és megerősítse a kardot, hogy felébredhessen az Idő Kapu. Visszatérve azt találta, hogy a Bebörtönzött megint megpróbál kiszabadulni, így Link újra elzárja őt Groose segítségével. Aktiválva az Idő Kaput és visszautazva a múltba, Link megtalálja Zeldát, és megtudja, hogy ő Hylia halandó reinkarnációja. Elmondja, hogy Hylia nem tudta megölni Demise-t, és túl gyenge lett csatájuk után, hogy újra kivédje őt. Ezért létrehozta az Istennő Kardot, majd halandóvá reinkarnálódott, hogy keressen valakit, aki teljesíteni tudná feladatát, azzal, hogy a Triforce-tól azt kívánja, hogy Demise pusztuljon el, mivel csak a halandók használhatják az ereklyét. Ezután Zelda elzárja magát egy kristályba, hogy megerősíthesse Demise pecsétjét, valamint erőt ad az Istennő Kardnak, ami átváltozik Mester Karddá.
Link megtalálja a Triforce-ot Skyloftban, és arra használja, hogy elpusztítsa Demise-t. Miután meghalt, Zelda kiszabadult, de Ghirahim felbukkan, hogy elrabolja Zeldát: annak ellenére, hogy Demise meghalt a jelenben, Zeldát áldozatként akarja használni, hogy feltámassza őt a múltban. Link követi Ghirahimet a múltba, és keresztül harcol a seregén. Ezután legyőzi magát Ghirahimet, akiről kiderül, hogy ő Demise kardjának lelke, de ennek ellenére nem tudta megakadályozni, hogy felhasználja Zeldát ahhoz, hogy Demise reinkarnálódjon emberszerű formájába. Groose őrzi Zelda testét, miközben Link szembeszáll Demise-szal: Link győz, és elnyeli az ő esszenciáját a kardjába, de mielőtt megtette volna ezt, Demise megátkozza Link és Zelda vérvonalát, hogy az ő újjászületett dühe kísértse őket. Hogy teljesítse a kard elzárását, Link az Elzárt Templom talpazatába nyomja, így Fi örök álmába kerül. Groose, Link és Zelda visszatérnek a saját idejükbe, miközben Impa ott marad, és elpusztítja az Idő Kaput, mivel ő abból az időből van, és vigyáznia kell a Mester Kardra. A jelenben az öregasszony üdvözölje őket még egyszer utoljára, aki felfedi magáról, hogy ő volt Impa, majd meghal és eltűnik. A játék azzal ér véget, hogy a Felszín már szabadon elérhető Skyloft lakóinak, miközben Zelda úgy dönt, hogy a Felszínen marad, vigyázva a Triforce-ra; ő és Link együtt alapítják meg Hyrule királyságát.

## Fejlesztés
A Skyward Sword fejlesztése 2006-ban kezdődött meg, a GameCube-ra és a Wii-re fejlesztett The Legend of Zelda: Twilight Princessnek a kiadása után. A Nintendo Entertainment Analysis & Development fejlesztette, a sorozat kiadójának, a Nintendónak egyik fejlesztői divíziója. A fejlesztésben asszisztálták őket a Monolith Soft kiotói ága. A producer Aonuma Eidzsi volt, a The Legend of Zelda sorozat egyik fő hozzájárulója. Ezekben a korai szakaszokban a fő gondja az volt, hogy vajon a fejlesztők folytathatják a The Legend of Zelda játékok készítését, használva ugyanazt a fejlesztési gondolkodásmódot, amit a Twilight Princessnél használtak fel. A játék rendezője Fudzsibajasi Hidemaro volt: korábban rendező asszisztens volt a Nintendo DS-es The Legend of Zelda: Phantom Hourglassnél, a Skyward Sword volt az első projektje otthoni konzolokon. A Skyward Swordön a Phantom Hourglass befejezése után kezdett el dolgozni, majd folytatta munkáját a játékon, a The Legend of Zelda: Spirit Tracks készítése mellett. A Spirit Tracks befejezése után Fudzsibajasi és a játék fejlesztői csapata visszatértek a Skyward Swordre.
Aonuma szerint a csapat kiindulópontja a fejlesztésre a Twilight Princess Wii változata volt: érezve, hogy nem érték el teljesen a céljukat, hogy készítsenek egy hatalmas és valószerű világot a Twilight Princessszel, előző munkájukat használták a következő játék alapjának. Szintén törekedtek arra, hogy csináljanak egy olyan emlékezetes élményt, ami egyenlő a The Legend of Zelda: Ocarina of Time-hoz, amit akkor a sorozat legemlékezetesebb játékának tartottak. A fejlesztés közel öt évig tartott, és a sorozat producere, Mijamoto Sigeru szerint a játék költségvetését kicsit magasnak tekintették egy Nintnedo projektnek. A fejlesztés időszakát kezdetben három évre becsülték, de a nehézségek és a változtatások a játék fejlesztésében, meghosszabbította a fejlesztési időt további két évre: ennek ellenére Mijamoto érezte, hogy nem pazaroltak fejlesztési időt, mivel az első két évben kísérleteztek. 2011 júniusában a játék elkészült, eltekintve a finomhangolásoktól és a mechanikák kiegyensúlyozásától.

### Forgatókönyv
A filmszerű jelenetek forgatókönyvét Mori Naoki írta, aki a projekthez csatlakozott egy és negyed évre: a filmszerű jelenetek rendezője Josida Sigeki volt, akit egy időben hoztak be, és Morival dolgozott a storyboardokon. A korai forgatókönyv, amit Fudzsibajasi javasolt, a játékfelépítésen való megfigyelésein alapul. Mivel a játék témája a kard használata, és az a kard, ami leginkább a sorozattal társul a Mester Kard, a csapat úgy döntött, hogy csinálnak egy eredettörténetet a fegyvernek. Egy korai elem, amit vajon bele akartak építeni, az Hyrule teremtése volt, miközben szintén el kellett magyarázni Skyloft teremtését: a történet fejlesztésének ezen, korai szakasza nehéz lett, mivel a korai tervek a történethez tele volt ellentmondásokkal a sorozat tanához, mivel egy eredet történetet akartak csinálni az egész sorozathoz. Ezek a problémák tovább bonyolították a fejlesztés harmadik évét, a játékmenet és a környezetek véglegesítésének szükségével. Betegséget színlelve, Fudzsibajasi elzárta magát egy hotel szobába, és megírta a szinopszist egy nap alatt. Mori írta a dialógust Fudzsibajasi szinopszisa alapján, akivel ki kellett dolgoznia a finom részleteket Fudzsibajasival. Egy jelenet, amit Fudzsibajasinak szándéka volt belerakni, az az volt, ahol Zelda leugrott Skyloft széléről, és Link elkapja őt: ez illett a két karakterhez, Link vizsgájának végének utánra. A történet korai része kissé másabb volt a korábbi Zelda játékokétól, egy iskolai drámához hasonlóan játszódva le. Egyszer, mikor a forgatókönyvet befejezték, átadták Josidának, hogy a csapata elkészítse a filmszerű jeleneteket. Kezdetben ezeknek a hosszát 79 percre becsülték, de végül több mint két óra lett.
Link és Zelda kapcsolata kissé másabb volt, mint a többi inkarnációé, főleg, mert Zelda itt még nem volt királyi személy. Aonuma szerint visszatérő nehézség volt, hogy hogyan lett kiagyalt szükségszerűség Linknek, hogy megmentse Zeldát minden részben, mivel kapcsolatuk előzetesen csak futólagos lehetett. Ezért a csapat megfontolta azt, hogy a játékos törődjön Zeldáért, és, hogy meg akarja őt menteni. Hogy a két szereplő ezúttal gyerekkori barátok, ezt a célt szolgálta, és levágta a nem odatartozó cselekmény elemeket. Ezt oda folytatták, hogy felbátorítsák a játékost, hogy Link csak hiányolja őt a Felszínre való korai utazásokon. Egyéb elem, amit hozzá adtak Zelda személyiségéhez az volt, hogy lelökje Linket egy szegélyről: kezdetben egy háromszor elsütött gagnek szánták, de a fejlesztés során csak kettő lett belőle. Hylia alakja egy új kiegészítése a világ tanának, ugyanakkor az ő létezését Zeldához kapcsolták az, miszerint ők ketten alapvetően ugyanazon szereplő, más nevek alatt különböző korokban. Groose, aki Link riválisa volt, azért vezették be, hogy érdekesebbé tegyék a történetet az iskolai beállításban. Groose megkomolyodása a történetben közvetítését hivatott segíteni Link párhuzamos növekedésével, mint karakter, aki más esetben néma és nyugvó.
Fi-t a Wii MotionPlus beültetése előtt alkották, amikor ő még más meghatározatlan játékmeneti koncepcióknak része lett volna, aminek nem volt köze a mozgásérzékelős irányításhoz. A kinézete a Mester Kard dizájnja alapján van, hivatkozva az ő eredeteire, mint a kard szelleme. Ő szintén szolgált egy alternatív elmagyarázó hangnak, mivel Link csendes főszereplő volt. A munkatársak szerint Fi technikai dialógusát a játék minden egyes területére eltérő emberek írták, szóbeli következetlenségek keletkeztek, amelyeket kezelni kellett, ezért Fudzsibajasi igazította mindet, hogy következetesen hangzódjon ő. Végül Fi majdnem összes dialógusát Fudzsibajasi írta. Ghirahimet az Ocarina of Time Sötét Linkjéhez hasonlónak tervezték: tudja olvasni Link mozdulatait, megköveteli a játékosoktól, hogy gondolkodjanak stratégiailag az ő legyőzéséhez, ahelyett, hogy csak egyszerűen véletlenszerűen lengessék Link kardját. A karakterdizájnok sokkal részletesebbek, mint a korábbi Zelda játékokban. A ruhákat gyakran úgy tervezték, hogy kiegészítsék a háttereket, mint például Zelda rózsaszín és piros ruhája az elejéről. A játék használata a meleg színeknek és az ecsetvonásszerű esztétikáknak az impresszionista művészet inspirálta, ami úttörő volt a 19. században az olyan festőktől, mint például Claude Monet: egy adott elem, amit Mijamoto idézett az ég volt, amit ő egy tisztelgésnek nevezett a posztimpresszionista Paul Cezanne munkája előtt. A művészeti stílus kezdési pontja az volt, hogy ez egy fantasy világ. A végső változatot úgy írták le, mint egyensúly a The Legend of Zelda: The Wind Waker rajzfilmes stílusa és a Twilight Princess között, ahol a rajzfilmes árnyalást áthelyezték Link idősebb változatába. A csapat ragaszkodott ehhez a művészeti stílushoz, mivel ez igazán ábrázolná az egyes karakterek eltúlzottabb cselekvéseit, és az általános kardforgatást, miközben megőrzik Link érett megjelenését.

### Tervezés
A fejlesztés során a csapat számos problémával nézett szembe, mikor a játékot úgy tervezték, hogy ismerős legyen a sorozat rajongóinak, valamint friss a régi és az új játékosoknak. A játékmenet darabjainak kísérletezése azért volt, mert a fejlesztés „egy alapvetőbb alapozó folyamat” volt az olyan korábbi játékok hoz képest, mint a The Wind Waker. Korábbi játékaikban volt olyan, hogy vettek át elemeket az előző játékokból, és azokat beillesztik egy új részbe, de a Skyward Swordben a fejlesztők egy új játékszerkezetet akartak hozzáadni, hogy a rajongók ne tekintsék inkább ugyanannak. Az eredeti koncepciót a játékmenetnek, a Wii MotionPlus használatát, Fudzsibajasi javasolta egy ponton, amikor a csapat már fejlesztette a játékmenetet a konzol szabványos Wii Remote és Nunchuk irányítási rendszere körül. Amikor először javasolta, Aonuma nagyon lelkes volt, és a kérése, hogy Wii MotionPlusra váltsanak, azt jelentette, hogy a játékon való munkát újra kellett kezdeni. A fejlesztőknek Wii MotionPlus használatát annyira kihívónak bizonyult végrehajtani, hogy egy ponton Aonuma komolyan fontolgatta azt, hogy teljesen hagyják ki a játékból. A Wii Sports Resort kiadása után látta a csapat, hogy hogyan lehet a mozgásérzékeléses irányítást használni a kardozáshoz: miután beszélgettek a fejlesztői csapattal, ők képesek voltak kölcsönvenni a technológiát, és arra használni, hogy megcsinálják a mozgás-alapú kardozást. A Wii MotionPlus kivitelezése azt jelentette, hogy az ellenség mesterséges intelligenciáját ellensúlyozni kellett, kiigazítva helyzetüket Link kardjának pozíciójától függően.
Link kardmozdulatainak készítésekor a csapat kezdetben olyan realisztikussá akarta csinálni, ahogy lehet, de mivel káros volt a karakter ábrázolására, ezért hozzáraktak irreális mozdulatokat, hogy megőrizzék az atmoszférát. A „Skyward Strike” abból született, hogy Aonuma kigondolta egy lehetséges mechanikáját annak, hogy a kard Link felett van tartva: ez lett a játék címe. Az, hogy a kardozás a Wii MotionPluson volt, más gombokat szabadított fel a kontrolleren, így hozzá tudták adni a „Dash sprinting” lehetőséget. Mivel ez nem szakítja meg a játékmenet irányát, így olyan más elemeket rakhattak bele a „Dash” funkcióba, mint például a falak megmászása ahelyett, hogy csak belé csapódik. A „Dowsing” mechanikát korán hozták létre, a játékmenet felfedezéses és feltárásos témái alapján. A „Dowsing” bemutatkozása miatt a csapat nem tudott készíteni környezeti iránypontokat a fontos helyeknek és tárgyaknak, ahogy a korábbi játékokban végezték el. Hogy a játékosok ne vesszenek el a terepen, emellett bevezették a jelzőjeleket. A tárgyakat úgy tervezték, hogy láthatóak legyenek bármely területen, mint például a világoskék bombák. Ezeket is eredeti helyük alapján tervezték: amik Skyloftban voltak azoknak madár motívuma volt, miközben azok, amik más Felszín régiókban voltak bonyolultabb dizájnjuk volt. A Bogár tárggyal váltották le a bumerángot, mivel a csapat akart egy tárgyat, amit irányíthatnak a játékosok. A Bogár és más áltechnikai tárgyak adták az ősi mechanikai témát, ami a Lanayru Sivatag régiójában jelenik meg. Mijamoto ragaszkodására a kívánatosabb tárgyakat, amiket normálisan egy kampány vége felé raktak, elérhetővé tették a játékosoknak egy korábbi ponton. A tárgyak tervezésekor a fejlesztők szembe néztek a tárgyak és a tömlöcök összefüggésének szokásos problémáival, csinálva egy csirke-és-tojás történetet a fejlesztőknek. A tárgyak elérésének menüjét szintén újratervezték a Wii MotionPlus használatához.
A korábbi Zelda játékokban a csapat számos új mezőt készítettek a játékosnak a felfedezéshez, de ezúttal háromra korlátozták a külvilágok számát és kibővítették a tartalmaikat, hogy a játékosok az ismételt látogatásokat teljesen tudják értékelni. A csapat részben a Twilight Princesses tapasztalataik alapján készítették el a világot: érezve, hogy a külvilág és a tömlöcök túl nagyok voltak, túl vékonyan szétszórt rejtvényekkel, a csapat egyszerre törekedett tömörített területekre és, hogy legyenek környezeti rejtvények a külvilágban. A legnagyobb nehézség az volt, hogy biztosítsák, hogy a játékosok minél gyorsabban érhessék el a területeket, miközben új tartalmakat és rejtvényeket fedeznek fel. Skyloft külvilágának készítése a három Felszín-alapú külvilág drasztikusan eltérő környezeteinek összekapcsolásának nehézségei miatt volt. Az ég kezdetben a Super Mario sorozat pályaválasztó képernyőjéhez hasonlóan jelent volna meg, de külvilág lett belőle, küldetésekkel és lakosokkal, hogy Linknek legyen helye felkészülni a kalandjaira. Kezdetben, amikor az égből való leugrás nem tűnt jóváhagyhatónak, egy hatalmas torony lett volna a központi csomópont, a magassággal, amelyet Link ugrott, hosszabbította szabadesésének időtartalmát. Amikor az égboltból való utazás ötletét választották helyette, a Loftwingbe való kapaszkodást azért csinálták, mert racionálisabbnak látszódott és érződött a játékosoknak. Ezen átfedő játékmeneti mechanikák idézték elő Skyloft megalkotását, az olyan korai játék elemekkel, mint például a Lovag Akadémia. Skyloft lakóinak folytonos mozgásait és rutinjait a The Legend of Zelda: Majora’s Mask hasonló időalapú mechanikái után modellezték, ahol hasonló kapcsolat van a karakter-alapú mellék küldetések, és a fő történet között. A repülő elem ellenére a szabad navigációhoz szükséges mechanika miatt egy Loftwing versenyzős minijátékot nem tudtak megvalósítani.
A Felszín mindegyik külvilágának van egy határozott témája: az erdő külvilág a felszíni formákat változtató játékmeneten alapult, a vulkán külvilág a játékmenet szabályainak megváltoztatására összpontosított, míg a sivatag külvilág témája a múlt és a jelen kettőssége volt. Az első területek, a Zárt Földek és a Faron Erdő úgy készült, hogy a játékosok belenyugodhassanak a játék mechanikájába és navigálásába. Habár az erdős területek többnyire laposak, az Eldin Vulkán külvilága magasságkülönbségekkel készült, hogy nagyobb kihívást biztosítsanak. A vulkánterület elemei között vannak lávás területek és lejtők, ahol Linknek a sprintelős képességei szükségessé válnak, hogy eljuthasson az új területekre. A Lanayru Sivatagnak a csapat három különféle külvilági zónát csinált az egyéni időváltó mechanikák miatt, amelyeket az Időváltó kövekkel lehet aktiválni: ezt a váltást az eltérő zónák között az Ocarina of Time-hoz és a Twilight Princesshez hasonló rendszerek inspirálták. A hordozható Időváltó kövek voltak az egyike annak a sok ötletnek, amelyeket a sivatag külvilágba raktak bele, mivel nem illettek az erdős vagy a vulkános környezetekhez. Egy jellemző, ami nehéz belevenni természetesen Lanayru Ősi Civilizációjának maradványai voltak, amely elektromosságot használt technológiája és lakói működtetéséhez. Az ellenség típusok, amelyek visszatértek mindegyik Felszín-alapú külvilág területen, kissé megváltoztatott dizájnt kaptak, hogy egyediek legyenek mindegyik külvilágnak. A Csend Birodalmak egy új mechanikaként készültek, tele ellenségekkel, amiket nem lehet legyőzni, és Link sprintelési képességére kell támaszkodni a fegyverei és tárgyai helyett. Habár kísérleteztek elpusztíthatatlan ellenségekkel a Phantom Hourglassben és a Sprit Tracksben, de ezúttal korlátozták Link opcióit és akcióit. Szintén létrehoztak időkorlátot, hogy stratégiát adjanak hozzá, mert a területek ismertsége, ahol vannak a Lélek Birodalmak, kulcsfontosságú volt a teljesítésükhöz. Ezért is helyezték el az olyan területeken, amelyek ismerősek lehetnek a játékosoknak. Eredetileg különleges tömlöcök formájában voltak, de eldobták az ismerős területekért cserébe.

### Audió
A játék hang csapatja 10 főből állt: öten kezelik az általános hang tervezést, és öten szerezték a zenét. Vakai Hadzsime volt a játék hangrendezője és fő zeneszerzője, a további zeneszerzők Fudzsii Siho, Jokota Mahito és Hama Takesi voltak. A sorozat régi zeneszerzője Kondo Kodzsi volt a felügyelő, csak egyetlen egy darabot komponált maga: a kísérő zenéje a bevezető videónak, ami leírja Demise és Hylia mitikus eredetét. Szintén segített elrendezni a többi zeneszerző darabjait, használva egy elektronikus zongorát és egy Mac számítógépet. Fudzsii volt a felelőse a zenéknek, amik a környezetre, a tömlöcökre, és a boss harcokra összpontosítanak: munkái között volt Skyloft zenéje. Használt művészeti és környezeti eszközöket, hogy zeneműi illjenek saját környezetükhöz. Először a Zelda sorozatban a zenéhez egy élő zenekart használtak, szintetizált hangszerek helyett. Ez volt az első alkalom, amikor a Nintendo EAD élő zenekart használt. Bármely korábbi zenekari elemet a Twilight Princessben, ami csak egy számot tett ki, azt az ők tokiói részlegük kezelte. Tapasztalata miatt rávették a részleg zenei vezetőjét Jokotát, hogy segítsen hangszerelni a kottát. Aonuma kezdetben nem gondolt zenekar használatára, és ő még mindig biztos volt abban, hogy a szerzemény szintetizált marad, azután is, hogy Vakai arra kérte. Végül a zenekart választották, miután Mijamoto ragaszkodott ehhez, egy döntés, ami meglepte az egész csapatot.
A zenekar használta megengedte az érzés nagyobb előadásmódját, ami azt jelentette, hogy ezt használták, amikor zenéket készítettek a környezetekhez, a filmszerű jelenetekhez és a történeten belüli érzelmes pillanatokhoz. Viszont, a csapatnak kevesebb szabadsága volt beállítani a számokat, mint ahogy a szintetizált számokkal tudták. Valami új, amit a Skyward Sworddel tettek, az az egyedi témák készítése az olyan meghatározott karakterekhez, mint Link és Zelda. Szintén hozzáadták azt, hogy emberek éneklik a dalokat, egy másik új elem a sorozatban. Egy fontos elem a játék fő témája a „Ballad of the Goddess” (Az Istennő Balladája), ami a sorozat visszatérő zenéjének, a „Zelda’s Lullaby”nak (Zelda Altatója) retrográd változata. A zenekar használata és a hangtervezésbe ment rengeteg plusz munka miatt, a zene csapat mérete a standard öt-személyes csoportból megkétszereződött, és a legnagyobb hangcsapattá lett akkoriban, amely Nintendo játékon dolgozott. A zenekari szerzemény pozitív fogadtatása a cégen belül a The Legend of Zelda 25th Anniversary Symphony Concert létrehozásához vezetett, egy ünneplő koncert, ami bemutatja a klasszikus Zelda témák zenekari változatait. A zene szintén bele lett szőve a történetbe és a játékmenetbe, a hárfának használata által, használva a zene visszatérő témáját a sorozatban, ami az élmény központi része. Szembe a korábbi játékokkal, a hangszert bármikor lehet használni, meghatározott idők és helyek helyett.

## Kiadás
Egy új Zelda játékra először 2008 áprilisában utaltak, amikor Mijamoto azt állította, hogy a Zelda fejlesztői csapata újraformálódik, hogy új játékokat készítsenek. Mijamoto később megerősítette a 2008-as Electronic Entertainment Expón (E3), hogy egy új Zelda volt fejlesztés alatt Wii-re. A játékot a 2009-es E3-on fedték fel, de a cím ismeretlen maradt. Fejlesztés alatti státusza miatt Mijamoto nem mutathatott fel játékmenetet, ahogy szerette volna. Ehelyett mutatott egy promóciós képet, amin szerepel Link és Fi. Szintén bejelentette, hogy a játék használni fogja a Wii MotionPlust, és 2010-ben tervezik kiadni. Egy későbbi interjúban Aonuma kommentjei a játék játszhatóságáról, kétségbe vetette a kiadás időpontját. Szintén megjegyezte, hogy óhaja miatt, hogy összpontosítsanak az új játékra, a Spirit Tracks kiadását 2009 végére kellett helyezni, a kezdeti 2010 elejéről. A játék címét az eseményen jelentették be, a 2011-re módosított kiadási időszakkal, és egy játszható demonstrációval. Mijamoto szerint a játék azért lett elhalasztva a tervezett 2010-es kiadási időpontról, mert a munkatársak azt érezték, hogy egy befejezetlen terméket adnának ki, ha a cég kényelmét a minőségi élmény megteremtése elé helyezik. Az extra év során befejezték a fontos elemeket, és felfrissítették az egész játékot.
Több promóciós elemet készítettek: egy ötrészes online képregényt, amit Jerry Holkins és Mike Krahulik írt és illusztrált az ők Penny Arcade Presents sorozatukban, valamint televíziós reklámokat, amelyben szerepel a színész és komikus Robin Williams, lányával Zeldával, játszva a színész állított szeretetén a sorozat iránt. A Skyward Swordöt 2011 novemberében adták ki minden régióban: Európában november 18-án, Észak-Amerikában november 20-án, Japánban november 23-án, és Ausztráliában november 24-én. A játékot egyszerre adták ki egy standard kiadásban, és egy limitált deluxe kiadásban, amihez hozzáadtak egy arany Wii Remote Plust. Mindkét kiadáshoz adtak egy évfordulós CD-t, ami tartalmazza a sorozat különféle ikonikus zenei darabjainak zenekari változatát. A kiadás után fel lett fedezve egy glitch, ami elrontja a mentési fájlokat, ha három esemény a játék későbbi részén egy bizonyos sorrendben történik meg. Miután fel lett fedve, a Nintendo utasításokat adott ki, hogy hogyan lehet elkerülni ezt, valamint létrehoztak egy különleges csatornát a Wii oldalukon Japánban, hogy visszajelzéseket kapjanak, valamint, hogy ajánlhassanak manuális javítást az elrontott mentési fájlokhoz. 2016. szeptember 1-én újra kiadták a játékot a Wii U Nintendo eShopjában, a sorozat 30. évfordulójának ünneplésének részeként.

### Skyward Sword HD
A The Legend of Zelda: Skyward Sword HD, egy nagyfelbontású remaster Nintendo Switch-re, amit 2021 februárjában jelentettek be egy Nintendo Directben. A nagyfelbontású grafikán kívül a játék most 60 képkocka per másodpercen fut. 2021. július 16-án adták ki. A megjelenés napján szintén kiadtak egy külön megvásárolható Joy-Con párost, amit a játékbeli Mester Kard és Hylian Pajzs után témáztak.
Aonuma 2016 júniusában azt állította, hogy meg lehet csinálni a Skyward Sword HD remasterét, az akkor jelenlegi hardverre. Évekkel korábban, a The Legend of Zelda: Breath of the Wild fejlesztése során, a Nintendo kísérletezett a Skyward Sword HD változatával, a Wii U fejlesztői készletén futtatva, amikor megpróbálták beállítani az új játék grafikai stílusát. Ez végül a The Wind Waker HD fejlesztéséhez vezetett, amelynek sikere felbátorította a Zelda csapatot további nagyfelbontású remasterekhez. 2018 novemberében Aonuma elismerte érdekét egy Skyward Sword remasterben, de egy szóvivő a Nintendótól később tisztázta az Eurogamernek, hogy nem voltak terveik, hogy a játékot elhozzák Nintendo Switch-re. 2020 augusztusában az Amazon UK listázta a Skyward Sword Nintendo Switch változatát, de nem sokkal később eltűnt a listáról.
A remaster tartalmaz nagyfelbontású grafikát, és 60 képkocka per másodpercen fut. A remasternek két irányítási rendszere van, az egyik, ami reprodukálja a Wii Remote Plus és Nunchuk funkcióit, a Joy-Con mozgásérzékelős irányításán keresztül, míg a másik a hagyományos irányítási rendszert kívánja reprodukálni, használva a jobb analóg sticket a korábban mozgásérzékeléssel irányított kardhoz. Ezzel a másodlagos irányítási módszerrel lehet játszani a játékot kézi módban, a Pro Controllerrel, valamint a Nintendo Switch Lite-on.
Más „quality of life” funkciókat is adtak hozzá, például az automentést, a képességet, hogy menteni lehessen három mentési fájl egyikéhez, nemcsak az eredeti fájlhoz (ami szintén ad a Hero Mode-nak saját fájlt, amint kinyílik New Game Plus funkcióként, mikor egy fájlba ment), Fi számos tippje opcionális, a dialógus dobozokat és az átvezetőket át lehet ugrani, valamint a tárgy leírások már nem jelennek meg azután, hogy a tárgy először lett megtalálva, kivéve a Hála Kristályokat. Támogat egy amiibo figurát, amelyen Zelda és egy Loftwing van, ami felhatalmaz gyors utazásra az ég, és a felszín között.

## Fogadtatás
A Skyward Sword kiadása után kritikai elismerésben részesült több újságírói magazintól és weboldaltól; 81 kritika alapján 93/100 pontja van a Metacritic kritikaösszegző oldalon. Ez volt az oldalon 2011 10. legmagasabb pontozású játéka, és minden idők 6. legjobb kritikákat kapó Wii játéka. Több kiadványtól kapott tökéletes pontszámokat: a Famicútól, az IGN-től, az Eurogamertől, a Game Informertől, az Edge Magazine-tól, és a VideoGamer.comtól. A Famicú esetében a Skyward Sword volt a harmadik Zelda játék, és a 16. videójáték a magazin történetében, ami akkoriban tökéletes pontszámot kapott.
A Famicú nagyon pozitív volt, dicsérve a külvilágot és a játékmenetet: egy kritikus érezte, hogy ez új szabványt formálna mind a Zelda sorozatban, és a videójátékokban. Az Edge nagyon pozitív volt a játék minden aspektusáért, eltekintve a játékos-alapú frissítési rendszertől, de ez sem volt elég, hogy elrontsa az élményt a kritikusnak. A Nintendo Power hasonlóan dicsérte, mondván hogy „ez igazán méltó ahhoz, hogy ’epikusnak’ hívják”. Ray Carsillo az Electronic Gaming Monthlytól értékelte a játék nosztalgikus értékét, de a mozgásérzékelős irányítást nehéznek találta kezelni, és megakadályozta, hogy a játék tényleg nagyszerű legyen. Jose Otero írva a 1Up.comnak dicsérte a fejlesztőket, hogy erőfeszítést vetettek abba, hogy elrugaszkodjanak a Zelda hagyománytól, és a sorozat egyik jobb játékának nevezte, de mondta, hogy azok a káros elemek, amelyek megmaradtak, mint például a mellékküldetések, valamint pár tárgy a használata miatt a Skyward Sword „egy fura középút tele valódi meglepetésekkel, lényegtelen átvitelekkel és másolt/beillesztett küldetés struktúrákkal”.
A GameSpot Tom McSheája különösen kevésbé volt pozitív a többi kritikushoz képest, dicsérve a történetet, a tömlöcöket, az ellenségeket és a vizuálokat, miközben hibáztatja az irányítást, hogy megbízhatatlan, és az élmény nagy részéhez szükségtelennek és túl ismerősnek érezte. A Destructoid Jonathan Holmesja a Skyward Swordöt az új kedvenc 3D-s részének nevezte a sorozatban, de megjegyezte, hogy a mozgásérzékelős irányítás exkluzív használata elkedvtelenítene lehetséges játékosokat. Az Eurogamer Oli Welsh-je nagyon pozitív volt, dicsérve az irányítást, a játékmeneti élményt, és az olyan további elemeket, mint a frissítések: részben dicsérte a játék vizuáljait, amik lenyűgözőek a hardver korlátozások ellenére. A Game Informer Phil Kollarja egyszerre visszhangozta a játékmenet és a prezentáció általános dicséretét, valamint kisebb problémákat tapasztalt a mozgásérzékeléssel: azzal fejezte be, hogy azt mondta, hogy a Nintendo beteljesítette kezdeti ígéreteit a Wii-re a Skyward Sworddel. A GamesRadar Carolyn Gudmundsonja úgy nevezte ezt, hogy „tökéletesen egyensúlyozott keveréke az innovációnak és klasszikus Zelda játékmenetnek”, kisebb irányítási problémák ellenére.
A GameTrailers megjegyezte, hogy az olyan erősségek ellenére, mint például Link és Zelda hihető kapcsolata, a Skyward Sword mutatja a sorozat „első ősz hajszálait”, mert egyes mechanikái elavultnak érződtek a modern játékvilágban. Az IGN Richard George-ja érezte, hogy visszahozta a The Legend of Zeldát, mint a videójáték ipar forradalmi sorozata, dicsérve majdnem minden aspektusát a játéknak, kivéve a soundtracket, amit úgy érzett, hogy minősége ellenére nem él fel a sorozat színvonalához. A Joystiq írója Griffin McElroy megjegyezte, hogy a játék számos tartalma feleslegesnek és különcnek tűnt, de mondta, hogy a felszín alatt ott van „minden idők legjobb Zelda játéka”. Steve Hogarty az Official Nintendo Magazine-tól megosztotta dicséretének számos pontját más pozitív újságírói kritikával, mondván ez eddig a sorozat legjobb játéka. A VideoGamer.com Chris Schillingje az egyik legjobb Zelda játéknak nevezte, dicsérve a mozgásérzékeléses irányítást, a narratívát és a sorozat hagyományának kezelését.

### Díjak
Kiadását követően a Skyward Sword számos díjat nyert. Az IGN „2011 Legjobbjai” díjátadóján ez kapta a „Legjobb Játék”, a „Legjobb Grafika”, a „Legjobb Hang” és a „Legjobb Történet” díjakat Wii kategóriában. Szintén megkapta az „Olvasó Választása” díjat a „Legjobb Teljes Játék” kategóriában: ez szintén azok közzé tartozott, amelyet az oldalnak az „Év Játékának” jelöltek. A Digital Trends hasonló díjain a „Legjobb Akció-Kaland”nak és a „Legjobb Wii Exkluzív”nak lett nevezve, valamint jelölve lett az oldal „Év Játéka” díjra. Az RPGamer „2011 legjobbjai” díjátadóján a Skyward Swordöt a „Legjobb Konzol és PC Játék”nak lett nevezve, és díjazta a „Legjobb Zenéért”. Szintén kapott „Év Játéka” díjakat az Electronic Gaming Monthyltól, a GameSpottól, az Edge-től és a Nintendo Powertől. A Famicútól kapott „Kiválóság” és „Legértékesebb Karakter” díjakat, az utóbbit a főszereplő Linkért. 2012-ben számos jelölést kapott az Interactive Achievement Awardstól (most D.I.C.E. Awards), a Game Developers Choice Awardstól és a BAFTA Games Awardstól. A Spike-nál a játék díjakat nyert, mint a „Legjobb Wii játék” és a „Legjobb Mozgásérzékelős Játék”. A Skyward Swordöt a legjobb Wii-re fejlesztett játékok közzé rangsorolták.

### Eladások
Japán kiadásakor a Skyward Sword majdnem 195 ezer példányban kelt el, elérve az eladási listák élét. Az eladások gyorsan lecsökkentek, kiesve a Top 20-as listából pár héten belül. December végére kevesebb, mint 320 ezer példányban kelt el: ez más újabb otthoni és kézi konzolos Zelda játék eladásainak egyenértéke alatt van. A játék eladásai erősek maradtak 2012 januárjában, a legnagyobb eladások Észak-Amerikából jöttek. Az első hónap eladásai Észak-Amerikában 600 ezer példány körül volt, majdnem duplája a japán eladásoknak. Az Egyesült Királyságban a Skyward Sword volt a hetedik legjobban elkelő játék novemberben a többformájú listákon, állítva, hogy ez lenyűgöző egy fogyó népszerűségű platformnak. Ez volt a régió legjobban elkelő Wii játéka a kiadás hetén, kiszorítva az előző hét legjobban elkelőjét, a Just Dance 3-t. Nem sikerült elérnie, hogy bejusson az év öt legjobban elkelő Wii játéka közzé. Az első hét eladásai világszerte összesen elérte a 919119 egységet. A Nintendo of America elnöke Reggie Fils-Amie szerint a Skyward Sword volt akkoriban a sorozat leggyorsabban elkelő játéka. 2011 decemberéig a játékból 3,41 millió példányban kelt el világszerte: ebből 380 ezer példány Japánból volt, miközben 3,04 millió példány a világ többi részén.
 

#### Skyward Sword HD
A Skyward Sword HD előrendelései elfogytak az Amazon.comon, és a legjobban fogyó játékként lett listázva az oldal amerikai változatán. 159089 fizikai példányt adtak el Japánban az első héten, így a legjobban elkelő kisbolti cím lett a héten az országban.
2021. december 31-én a Skyward Sword HD 3,85 millió példányban kelt el világszerte.

## Hatása
Annak ellenére, hogy a játékot kritikailag dicsérték, a rajongói és visszamenőleges vélemények vegyesebbek voltak a nagyon hagyományos és lineáris szerkezet miatt. Amikor kezdetét vette a következő otthoni konzolos Zelda játéknak, a The Legend of Zelda: Breath of the Wildnak a fejlesztése, a fejlesztők tökéletesíteni akarták azt, amit elértek a Skyward Sworddel, valamint kedvezni a rajongóktól és kritikusoktól kapott visszajelzéseknek, hogy készítsenek egy nemlineáris világot, figyelembe véve a játékosok panaszait a Skyward Sword linearitásáról. Aonuma visszatért producerként, valamint Fudzsibajasi rendezőként. Aonuma azt kívánta a Breath of the Wilddal, „hogy kibővíteni és csinálni egy jobb Skyward Swordöt”.

## Fordítás
- Ez a szócikk részben vagy egészben  a   The Legend of Zelda: Skyward Sword című angol Wikipédia-szócikk fordításán alapul.  Az eredeti cikk szerkesztőit annak laptörténete sorolja fel. Ez a jelzés csupán a megfogalmazás eredetét és a szerzői jogokat jelzi, nem szolgál a cikkben szereplő információk forrásmegjelöléseként.

## Külső hivatkozások
- Hivatalos weboldal
- The Legend of Zelda: Skyward Sword a Moby Gamesen